# Южно-Сухокумская СЭС
Южно-Сухокумская солнечная электростанция — самая мощная действующая солнечная электростанция Республики Дагестан. Мощность электростанции оценивается в 15 МВт. Введена в эксплуатацию в 2022 году.
Проект СЭС был отобран по результатам конкурса проектов возобновляемой энергии на оптовом рынке электрической энергии и мощности в 2018 году.

## История
История проекта Южно-Сухокумской солнечной электростанции началась в декабре 2019 года, когда инженеры компании «Хевел» посетили потенциальные площадки для строительства солнечных электростанций в Республике Дагестан, предложенные компанией «ЭкоЭнерджи» при поддержке «Корпорации развития Дагестана». Инициаторами проекта являются Артур Алибеков и Идрисгаджи Магомедов с командой инженеров, проработавших площадки для реализации проектов солнечных, ветровых и малых гидроэлектростанций в Республике Дагестан и предложенных инвесторам. С января 2020 года началось сопровождение проработки и реализации проекта СЭС сначала «Корпорацией развития Дагестана», а затем Проектным офисом по развитию ВИЭ в Республике Дагестан. В конце 2020 года компанией «Хевел»  было принято решение о разработке проектно-сметной документации на площадке «Южно-Сухокумской СЭС». В июне 2021 года на Петербургском международном экономическом форуме между Республикой Дагестан и компанией «Хевел» было заключено соглашение о сотрудничестве в сфере развития солнечной энергетики.
Работы по возведению станции начались с мая 2021 года и было завершено в июле 2022 года

## Описание
Установленная мощность Южно-Сухокумская СЭС составляет 15 МВт. Электростанция функционирует синхронно с ЕЭС России.
По состоянию на декабрь 2023 года выработка Южно-Сухокумская СЭС составила 28 млн кВт⋅ч. Южно-Сухокумская СЭС состоит из 40 тыс. солнечных модулей и занимает площадь более 40 га. Прогнозируемый объём выработки электроэнергии составит 20 млн кВт*ч/год, что обеспечит снижение выбросов углекислого газа на 7 тыс. т/год. При реализации проекта было создано около 60 рабочих мест на период строительства и 13 постоянных рабочих мест на стадии эксплуатации, также были привлечены местные подрядные организации. Стоимость сооружения составила 1,5 млрд рублей.
| Технико-экономические показатели станции         | Характеристики            |
| ------------------------------------------------ | ------------------------- |
| Установленная мощность станции, МВт              | 15                        |
| Годовая выработка электроэнергии, МВтч/ год      | 20 000                    |
| КИУМ, %                                          | >14                       |
| Количество солнечных панелей (модулей)           | 40 000                    |
| Элементы аккумулирования энергии                 | проектом не предусмотрены |
| Комбинированная выработка электроэнергии         | проектом не предусмотрены |
| Площадь земельного участка под строительство, га | 40                        |
| Объём инвестиций, млрд.руб.                      | 1,5                       |